# Enrico del Friuli
Enrico del Friuli (o Erich o Irico di Asti o Erico) (Strasburgo, ... – Tersatto, 799) fu un probabile conte di Asti ed in seguito conte della marca del Friuli.

## Biografia
Enrico era nato a Strasburgo, figlio di Geroldo di Vinzgouw e di Emma d'Alemannia, era fratello di Ildegarda, moglie di Carlo Magno; questo, che era dunque suo cognato, lo investì forse della marca astigiana. Gli altri fratelli erano Geroldo di Baviera e Adriano d'Orléans.

### La questione del comitato di Asti
In realtà, la questione se Enrico fosse o meno conte di Asti e di Albenga è controverso: questa nozione si basa sul carme di Paolino di Aquileia e su una iscrizione epigrafica
- L'epigrafe fu trovata nel 1762 presso la cappella di San Lorenzo di Caraglio, in provincia di Cuneo, oggi conservata presso il museo archeologico di Torino; il primo a darne notizia è l'erudito piemontese Iacopo Duranti, venendo giudicata come non falsa da Theodor Mommsen; in questa epigrafe viene nominato un certo Evols filius comitis Hirice, un bambino morto a tre anni;
- L'altra fonte, il carme di Paolino di Aquileia, presenta al verso 10 le parole Astensis humus et Albenganus.

Per quanto riguarda quest'ultima fonte, altri testimoni portano la parola Abtensis e non Astensis; inoltre non necessariamente i due Enrichi, quello della lapide e del carme, coincidono.
Si sono susseguiti più opinioni storiografiche nei secoli riguardo alla questione.
- Secondo Durandi[2], i due Enrichi sono la stessa persona, sostenendo che Enrico reggeva una marca nelle Alpi Cozie che ricalcava il ducato longobardo precedente, che comprendeva tutta la giurisdizione che da Asti andava alle Alpi Cozie. Carlo Magno aumentò ancora di più la giurisdizione, giungendo fino alla Liguria. Il Durandi afferma che la contea astigiana andava dal Tanaro all'Orba alle spiagge liguri. Scopo del sovrano era quello di costruire un forte baluardo contro le incursioni saracene.[senza fonte];
- Secondo il ben più recente Carlo Cipolla[3], invece, pur astenendosi nel dare un giudizio alla lapide, ritiene l'Enrico citato un conte goto, adeguandosi al giudizio di Carlo Promis[4]; però, considerando il carme di Paolino, ritiene, come Durandi, che i due Enrichi siano la stessa persona[5];
- Invece Giuseppe Barelli[6], pur riconoscendo il fatto che i due Enrichi costituiscono la stessa persona, ritiene giusta la lezione che vuole la parola Abstensis[7], facendolo quindi conte di Apt in Provenza e duca della Marittima entro cui era compresa gran parte del Piemonte meridionale e il comitato di Auriate, la quale comprendeva Caraglio, ove è stata ritrovata la lapide, escludendo dunque ad Asti, situata troppo a nord;
- Per quanto riguarda Eduard Hlawitschka[8], invece, egli non si schiera a favore di nessuna delle ipotesi, ritenendo le ipotesi insufficienti per formulare un responso;
- Da ultimo Renato Bordone[9] ritiene che i due Enrichi possano coincidere, in quanto, in tal modo, si giustificherebbe l'ampia presenza di Alemanni nel comitato di Asti, venuti, secondo lo studioso, al seguito dell'Alemanno Enrico.

### Marca del Friuli
Nel 788, dopo la morte di Marcario, venne nominato conte del Friuli.

## La morte
Nel 799, il conte Irico muore e il Durandi afferma di aver trovato nelle "Dissertations sur l'histoire eccles. et civile de Paris", scritte dall'abate Le-Beuf, l'elogio funebre di Paolino d'Aquileia, dove cita tutti i territori che sono stati governati dal conte del Friuli, tra cui probabilmente Asti e Albenga.
Egli venne trasferito alla marca del Friuli dove combatté contro gli Avari e gli Slavi. Morì durante la campagna contro gli Avari, caduto durante l'assedio della città marittima di Tersatto in un agguanto degli abitanti, unico franco di rilievo a cadere, sempre secondo Eginardo, assieme al fratello e prefetto di Baviera Geroldo.
Dopo la morte di Irico non esistono più notizie sui conti astigiani per quasi 75 anni ed il conte successivo che compare è Suppone.

## Ascendenza
|                     |          |          | Genitori |  |  | Nonni |  |  | Bisnonni |  |  | Trisnonni |  |
|                     |          |          |          |  |  |       |  |  | …        |  |  | …         |  |
|                     |          |          |          |  |  |       |  |  | …        |  |  | …         |  |
|                     |          | …        |          |  |  |       |  |  | …        |  |  |           |  |
| …                   |          |          |          |  |  |       |  |  | …        |  |  |           |  |
|                     |          | …        | …        |  |  |       |  |  |          |  |  |           |  |
|                     |          | …        | …        |  |  |       |  |  |          |  |  |           |  |
|                     |          | …        | …        |  |  |       |  |  |          |  |  |           |  |
| Geroldo di Vintzgau |          | …        |          |  |  |       |  |  |          |  |  |           |  |
|                     |          | …        | …        |  |  |       |  |  |          |  |  |           |  |
|                     |          | …        | …        |  |  |       |  |  |          |  |  |           |  |
|                     |          | …        | …        |  |  |       |  |  |          |  |  |           |  |
| …                   |          | …        |          |  |  |       |  |  |          |  |  |           |  |
|                     |          | …        | …        |  |  |       |  |  |          |  |  |           |  |
|                     |          | …        | …        |  |  |       |  |  |          |  |  |           |  |
|                     |          | …        | …        |  |  |       |  |  |          |  |  |           |  |
| Enrico del Friuli   |          | …        |          |  |  |       |  |  |          |  |  |           |  |
|                     | Huoching | Gotfrido |          |  |  |       |  |  |          |  |  |           |  |
|                     | Huoching | Gotfrido |          |  |  |       |  |  |          |  |  |           |  |
|                     | Huoching | …        |          |  |  |       |  |  |          |  |  |           |  |
| Hnabi               | Huoching |          |          |  |  |       |  |  |          |  |  |           |  |
|                     |          | …        | …        |  |  |       |  |  |          |  |  |           |  |
|                     |          | …        | …        |  |  |       |  |  |          |  |  |           |  |
|                     |          | …        | …        |  |  |       |  |  |          |  |  |           |  |
| Emma d'Alemannia    |          | …        |          |  |  |       |  |  |          |  |  |           |  |
|                     |          | …        | …        |  |  |       |  |  |          |  |  |           |  |
|                     |          | …        | …        |  |  |       |  |  |          |  |  |           |  |
|                     |          | …        | …        |  |  |       |  |  |          |  |  |           |  |
| …                   |          | …        |          |  |  |       |  |  |          |  |  |           |  |
|                     |          | …        | …        |  |  |       |  |  |          |  |  |           |  |
|                     |          | …        | …        |  |  |       |  |  |          |  |  |           |  |
|                     |          | …        | …        |  |  |       |  |  |          |  |  |           |  |
|                     |          | …        |          |  |  |       |  |  |          |  |  |           |  |